# Discografia delle I-dle
Il gruppo femminile sudcoreano I-dle ha pubblicato due album in studio, dodici EP, un single album e sedici singoli. Il gruppo ha anche partecipato a sei collaborazioni e a due colonne sonore.
Formato dalla Cube Entertainment nel 2018, il gruppo ha debuttato come (G)I-dle il 2 maggio 2018, con l'EP I Am, guidato dal brano Latata come primo singolo. Il gruppo ha continuato con l'uscita del loro primo singolo digitale intitolato Hann (Alone) il 14 agosto 2018, raggiungendo l'ottavo posto nella Gaon Digital Chart. Il gruppo ha poi pubblicato il secondo mini album intitolato I Made il 26 febbraio 2019, seguito dall'uscita del loro secondo singolo digitale intitolato Uh-Oh il 26 giugno. Un mese dopo, le I-dle hanno iniziato la loro avventura nel mercato musicale giapponese con l'uscita di Latata il 31 luglio. Lo stesso anno, altri due singoli, Put It Straight (Nightmare Version) e  Lion, sono stati pubblicati grazie alla loro partecipazione al survival show di Mnet Queendom. Lion è riuscito a ottenere un successo commerciale ed è stato nominato ai Korean Music Awards .
Il 6 aprile 2020, sono stati pubblicat iil terzo EP, I Trust, e il suo singolo principale Oh My God. L'EP è diventato l'album più venduto del gruppo e ha ottenuto il secondo più alto numero di vendite nel primo giorno da parte di un girl group con 91.311 copie fisiche vendutem debuttando in cima alla Gaon Album Chart con oltre 110.000 copie e ottenendo il loro debutto più alto nella classifica World Albums di Billboard. Nell'agosto 2020, il gruppo ha pubblicato due album: Dumdi Dumdi, uno speciale single-album estivo il 3 agosto con l'omonimo singolo, e il secondo EP giapponese, Oh My God, il 26 agosto. A gennaio 2021, il quarto EP delle (G)I-dle, I Burn, e il suo singolo principale Hwaa, sono stati pubblicati l'11 gennaio. 
A marzo 2022, il gruppo ha pubblicato il primo album in studio I Never Die, il 14 marzo. A ottobre 2022, hanno pubblicato il loro EP I Love, il 17 ottobre. Il 15 maggio 2023, hanno pubblicato il loro sesto EP I Feel . Il 5 ottobre 2023, hanno debuttato con il loro primo EP inglese Heat. Il 29 gennaio 2024, hanno pubblicato il loro secondo album in studio 2. L'8 luglio 2024 è stato pubblicato il loro settimo EP I Sway.
Il 2 maggio 2025, il gruppo ha pubblicano una raccolta, We Are I-dle, per celebrare il loro settimo anniversario dal debutto, cambiando nome in I-dle. Il 19 maggio 2025, il gruppo pubblica il suo ottavo EP We Are .

## Album

### Album in studio
| Anno                                                         | Dettagli | Posizioni massime | Posizioni massime | Posizioni massime | Posizioni massime | Certificazioni |
| Anno                                                         | Dettagli | KOR               | GER               | JPN               | USA               | Certificazioni |
| ------------------------------------------------------------ | --- | ----------------- | ----------------- | ----------------- | ----------------- | -------------- |
| 2022                                                         | I Never Die - Pubblicato: 14 marzo 2022 - Etichetta: Cube Entertainment, Kakao Entertainment - Formati: CD, download digitale, streaming | 2                 | 83                | 68                | —                 | - KOR: Platino |
| 2024                                                         | 2 - Pubblicato: 29 gennaio 2024 - Etichetta: Cube Entertainment, Kakao Entertainment - Formati: CD, download digitale, streaming         | 1                 | —                 | 19                | 132               | - KOR: Milione |
| "—" indica una pubblicazione non classificata in quel paese. | |                   |                   |                   |                   |                |

## Extended play

### In lingua coreana
| Anno                                                         | Titolo | Posizioni massime | Posizioni massime | Posizioni massime | Posizioni massime | Posizioni massime | Posizioni massime | Certificazioni     |
| Anno                                                         | Titolo | KOR               | FRA               | JPN               | POL               | SPA               | USA               | Certificazioni     |
| ------------------------------------------------------------ | --- | ----------------- | ----------------- | ----------------- | ----------------- | ----------------- | ----------------- | ------------------ |
| 2018                                                         | I Am - Pubblicato: 2 maggio 2018 - Etichetta: Cube Entertainment - Formati: CD, download digitale               | 6                 | —                 | —                 | —                 | —                 | —                 |                    |
| 2019                                                         | I Made - Pubblicato: 26 febbraio 2019 - Etichetta: Cube Entertainment - Formati: CD, download digitale          | 2                 | —                 | —                 | —                 | —                 | —                 |                    |
| 2020                                                         | I Trust - Pubblicato: 6 aprile 2020 - Etichetta: Cube Entertainment - Formati: CD, download digitale            | 1                 | —                 | 48                | 30                | 34                | —                 |                    |
| 2021                                                         | I Burn - Pubblicato: 11 gennaio 2021 - Etichetta: Cube Entertainment, Republic - Formati: CD, download digitale | 3                 | —                 | 35                | —                 | —                 | —                 | - KOR: Platino     |
| 2022                                                         | I Love - Pubblicato: 17 ottobre 2022 - Etichetta: Cube Entertainment - Formati: CD, download digitale           | 1                 | —                 | 20                | —                 | —                 | 71                | - KOR: Platino (3) |
| 2023                                                         | I Feel - Pubblicato: 15 maggio 2023 - Etichetta: Cube Entertainment - Formati: CD, download digitale            | 1                 | 105               | 19                | —                 | —                 | 41                | - KOR: Milione     |
| 2024                                                         | I Sway - Pubblicato: 8 luglio 2024 - Etichetta: Cube Entertainment - Formati: CD, download digitale             | 2                 | —                 | 19                | —                 | —                 | —                 | - KOR: Platino (2) |
| 2025                                                         | We Are - Pubblicato: 19 maggio 2025 - Etichetta: Cube Entertainment - Formati: CD, download digitale            | 2                 | —                 | 11                | —                 | —                 | —                 | - KOR: Platino (3) |
| "—" indica una pubblicazione non classificata in quel paese. | |                   |                   |                   |                   |                   |                   |                    |

### In lingua giapponese
| Anno | Titolo | Posizione massima |
| Anno | Titolo | JPN               |
| ---- | --- | ----------------- |
| 2019 | Latata - Pubblicato: 29 luglio 2019 - Etichetta: Universal Music Japan - Formati: CD, download digitale    | 5                 |
| 2020 | Oh My God - Pubblicato: 26 agosto 2020 - Etichetta: Universal Music Japan - Formati: CD, download digitale | 23                |
| 2025 | I-dle - In programma: 3 ottobre 2025 - Etichetta: Universal Music Japan - Formati: CD, download digitale   | TBA               |

### In lingua inglese
| Anno | Titolo | Posizioni massime | Posizioni massime | Posizioni massime |
| Anno | Titolo | KOR               | JPN               | USA               |
| ---- | --- | ----------------- | ----------------- | ----------------- |
| 2023 | Heat - Pubblicato: 5 ottobre 2023 - Etichetta: Cube Entertainment, 88rising - Formati: CD, download digitale | 2                 | 46                | 25                |

## Raccolte
| Anno | Titolo | Posizioni massime |
| Anno | Titolo | KOR               |
| ---- | --- | ----------------- |
| 2025 | We Are I-dle - Pubblicato: 2 maggio 2025 - Etichetta: Cube Entertainment - Formati: CD, download digitale | 4                 |

## Single album
| Anno | Titolo | Posizioni massime |
| Anno | Titolo | KOR               |
| ---- | --- | ----------------- |
| 2020 | Dumdi Dumdi - Pubblicato: 3 agosto 2020 - Etichetta: Cube Entertainment, Republic - Formati: CD, download digitale | 2                 |

## Singoli

### In lingua coreana
| Anno | Titolo                                                                    | Posizioni massime | Posizioni massime | Posizioni massime | Certificazioni            | Album       |
| Anno | Titolo                                                                    | KOR               | HUN               | TWN               | Certificazioni            | Album       |
| ---- | ------------------------------------------------------------------------- | ----------------- | ----------------- | ----------------- | ------------------------- | ----------- |
| 2018 | Latata                                                                    | 12                | —                 | —                 |                           | I Am        |
| 2018 | Hann (Alone)                                                              | 8                 | —                 | —                 |                           | /           |
| 2019 | Senorita                                                                  | 19                | —                 | —                 |                           | I Made      |
| 2019 | Uh-Oh                                                                     | 31                | —                 | —                 | - BRA: Oro                | /           |
| 2020 | Oh My God                                                                 | 15                | 24                | —                 | - BRA: Platino            | I Trust     |
| 2020 | Dumdi Dumdi                                                               | 8                 | 15                | —                 |                           | Dumdi Dumdi |
| 2021 | Hwaa                                                                      | 4                 | —                 | —                 | - BRA: Oro                | I Burn      |
| 2022 | Tomboy                                                                    | 1                 | —                 | 5                 | - KOR: Platino - JPN: Oro | I Never Die |
| 2022 | Nxde                                                                      | 1                 | —                 | 1                 | - JPN: Oro                | I Love      |
| 2023 | Queencard                                                                 | 1                 | —                 | 1                 | - KOR: Platino - JPN: Oro | I Feel      |
| 2024 | Wife                                                                      | 11                | —                 | 2                 |                           | 2           |
| 2024 | Super Lady                                                                | 10                | —                 | 2                 |                           | 2           |
| 2024 | Klaxon                                                                    | 3                 | —                 | 3                 |                           | I Sway      |
| 2025 | Good Thing                                                                | 76                | —                 | 5                 |                           | We Are      |
|      | "—" denotes items that did not chart or were not released in that region. |                   |                   |                   |                           |             |

### In lingua inglese
| Anno | Titolo      | Posizioni massime | Posizioni massime | Album |
| Anno | Titolo      | KOR               | TWN               | Album |
| --- | ----------- | ----------------- | ----------------- | ----- |
| 2023 | I Do        | —                 | 13                | Heat  |
| 2023 | I Want That | 195               | 3                 | Heat  |
| "—" indica gli elementi che non sono stati inseriti nelle classifiche o non sono stati rilasciati in quella regione. |             |                   |                   |       |

### In lingua giapponese
| Anno | Titolo         | Album |
| ---- | -------------- | ----- |
| 2025 | どうしよっかな | /     |

### Singoli promozionali
| Anno | Titolo                                            | Posizioni massime | Album                                   |
| Anno | Titolo                                            | KOR               | Album                                   |
| ---- | ------------------------------------------------- | ----------------- | --------------------------------------- |
| 2019 | Put It Straight (싫다고 말해) (Nightmare version) | 199               | Queendom Box of Pandora Pt. 1 I Made    |
| 2019 | Lion                                              | 19                | Queendom Final Comeback Singles I Trust |
| 2020 | I'm the Trend                                     | 96                | Dumdi Dumdi                             |
| 2021 | Last Dance (per la piattaforma Universe)          | 142               | /                                       |

## Altre canzoni in classifica
| Anno | Titolo                            | Posizioni massime | Posizioni massime | Certificazioni | Album       |
| Anno | Titolo                            | KOR               | TWN               | Certificazioni | Album       |
| --- | --------------------------------- | ----------------- | ----------------- | -------------- | ----------- |
| 2021 | Hann (Alone in Winter) (한(寒))   | 106               | —                 |                | I Burn      |
| 2021 | Moon                              | 102               | —                 |                | I Burn      |
| 2021 | Dahlia                            | 114               | —                 |                | I Burn      |
| 2021 | Lost                              | 123               | —                 |                | I Burn      |
| 2021 | Where Is Love                     | 127               | —                 |                | I Burn      |
| 2022 | Never Stop Me (말리지 마)         | 119               | —                 |                | I Never Die |
| 2022 | Villain Dies                      | 154               | —                 |                | I Never Die |
| 2022 | My Bag                            | 22                | —                 |                | I Never Die |
| 2022 | Love                              | 77                | —                 |                | I Love      |
| 2022 | Change                            | 97                | —                 |                | I Love      |
| 2022 | Reset                             | 129               | —                 |                | I Love      |
| 2022 | Sculpture (조각품)                | 144               | —                 |                | I Love      |
| 2022 | Dark (X-File)                     | 147               | —                 |                | I Love      |
| 2023 | Allergy                           | 18                | 7                 |                | I Feel      |
| 2023 | Lucid                             | 160               | —                 |                | I Feel      |
| 2023 | All Night                         | 184               | —                 |                | I Feel      |
| 2023 | Paradise                          | 173               | —                 |                | I Feel      |
| 2023 | Peter Pan (어린 어른)             | 195               | —                 |                | I Feel      |
| 2024 | Fate (나는 아픈 건 딱 질색이니까) | 1                 | 5                 | - KOR: Platino | 2           |
| "—" indica gli elementi che non sono stati inseriti nelle classifiche o non sono stati rilasciati in quella regione. |                                   |                   |                   |                |             |

## Collaborazioni
| Anno | Titolo                                                     | Posizioni massime | Posizioni massime | Certifications            | Album                                                       |
| Anno | Titolo                                                     | KOR               | SCO               | Certifications            | Album                                                       |
| --- | ---------------------------------------------------------- | ----------------- | ----------------- | ------------------------- | ----------------------------------------------------------- |
| 2018 | Follow Your Dreams (한걸음)                                | —                 | —                 |                           | ONE (con Hyuna, Jo Kwon, BtoB, CLC, Pentagon e Yoo Seon-ho) |
| 2018 | Upgrade                                                    | —                 | —                 |                           | ONE (con Hyuna, Jo Kwon, BtoB, CLC, Pentagon e Yoo Seon-ho) |
| 2018 | Young & One                                                | —                 | —                 |                           | ONE (con Hyuna, Jo Kwon, BtoB, CLC, Pentagon e Yoo Seon-ho) |
| 2018 | Pop/Stars (con Madison Beer e Jaira Burns come K/DA)       | 39                | 82                | - USA: Platino - NZL: Oro | /                                                           |
| 2020 | The Baddest (con Bea Miller e Wolftyla come K/DA)          | 178               | 70                |                           | All Out                                                     |
| 2020 | More (con Madison Beer, Jaira Burns e Lexie Liu come K/DA) | —                 | —                 | - USA: Oro                | All Out                                                     |
| 2024 | This Time Around (con Jennifer Lopez)                      | —                 | —                 |                           | This Is Me... Now                                           |
| "—" indica gli elementi che non sono stati inseriti nelle classifiche o non sono stati rilasciati in quella regione. |                                                            |                   |                   |                           |                                                             |

## Colonne sonore
| Anno | Titolo       | Album                                     | Ref.   |
| ---- | ------------ | ----------------------------------------- | ------ |
| 2018 | Run! (Relay) | Running Man: Pululu's Counterattack OST   | [ 16 ] |
| 2019 | Help Me      | Her Private Life OST Part 1               | [ 17 ] |
| 2025 | ARISE        | Solo Leveling:ARISE (Original Soundtrack) | [ 18 ] |

## Altre canzoni
| Anno | Titolo           | Album                                                        | Artista originale | Note   |
| ---- | ---------------- | ------------------------------------------------------------ | ----------------- | ------ |
| 2019 | Sad Dream (비몽) | Immortal Songs: Singing the Legend – Let's Dance Time Koyote | Koyote            | [ 19 ] |
| 2020 | Show             | Two Yoo Project Sugar Man 3 Episodio 8                       | Kim Won-jun       | [ 20 ] |
| 2024 | Abracadabra      | Abracadabra (The Seasons: Red Carpet con Lee Hyo Ri)         | Brown Eyed Girls  | [ 21 ] |